# Evolució tecnològica
Evolució tecnològica és el nom que rep una teoria dels estudis de ciència, tecnologia i societat, per descriure el desenvolupament històric de la tecnologia, explicitada pel filòsof txec Radovan Richta.

## Evolució i revolució tecnològica
El concepte d'evolució tecnològica és confluent amb el de revolució tecnològica, ja que només durant els períodes de major innovació tècnica es marca la diferència del ritme de desenvolupament entre tots dos, i de la transcendència que existeix entre els conceptes genèrics d'evolució i revolució. Durant la major part de la història de la humanitat, el ritme d'aquestes innovacions ha sigut lent, no obstant això, a partir de la Segona Guerra Mundial, la humanitat ha experimentat un creixement exponencial en l'ús i el desenvolupament de la tecnologia.
L'expressió revolució tecnològica o revolució cientificotècnica, es refereix a les transformacions tècniques i les implicacions econòmiques i socials de l'anomenada tercera revolució industrial (des de la segona meitat del segle XX cap endavant), encara que també s'utilitza freqüentment l'expressió per referir-se a les dues primeres grans transformacions que han tingut el reconeixement del nom de Revolució econòmica: la Revolució neolítica i la Revolució Industrial dels segles xviii i XIX.

## Funcions de la tecnologia
La principal funció de la tecnologia és transformar l'entorn humà, tant el natural com el social, per adaptar-lo millor a les necessitats i desitjos humans, com: les necessitats essencials (alimentació, vestimenta, habitatge, protecció personal, relacions socials, comprensió del món natural i social), i en la història també per obtenir plaers corporals i estètics (esports, música, hedonisme en totes les seves formes) i com a mitjans per satisfer desitjos (simbolitza un estatus, fabricació d'armes i tota la gamma de mitjans artificials utilitzats per persuadir i dominar a les persones). En aquest procés s'utilitzen recursos naturals i persones que proveeixen la informació, mà d'obra i mercat per a les activitats tecnològiques.

## Teoria de l'evolució tecnològica

### Etapes del desenvolupament tecnològic
- El període pretecnològic, en el qual totes les espècies animals (a part de l'espècie humana, algunes aus i primats) segueixen avui dia, és un període no racional dels primers homínids prehistòrics.

- L'aparició de la tecnologia, que ha estat possible pel subdesenvolupament de la facultat racional, cercant el camí per a la primera etapa: l'eina. Una eina que proporciona un avantatge mecànic en el compliment d'una tasca física, i ha de ser alimentada per l'energia humana o animal. Permeten coses impossibles d'aconseguir només amb el cos humà, com veure detalls visuals diminuts amb una senzilla lent o un sofisticat microscopi; la manipulació d'objectes pesats (amb màquines complexes com una grua, simples, com una corriola, o amb instruments tan senzills com una cistella); o el transport, processament i emmagatzematge de tot tipus de fluids o grans, amb una galleda d'aigua, un odre o un barril per al vi, o un atuell de ceràmica per a l'oli.

Els caçadors-recol·lectors del Paleolític van desenvolupar eines que augmentaven l'eficiència del treball físic per aconseguir el seu objectiu, principalment per a l'adquisició d'aliments: eines lítiques primitives com el cant tallat, la lasca i el bifaz, d'ús successivament més especialitzats o complexos (raedera, llança, fletxa, o martell).
Més tard, durant el Neolític, els animals de tir o càrrega (cavall, bou, camell) van proporcionar l'energia per a eines com l'arada o el carro. L'augment de la productivitat de la producció d'aliments va suposar un augment de més de deu vegades sobre la tecnologia dels caçadors-recol·lectors.
- La segona etapa tecnològica va ser la creació de la màquina. Reduint aquest concepte al de la màquina alimentada per energia no humana ni animal, és una eina que substitueix l'element humà d'esforç físic, i requereix un operador només a la seva funció de control. Les màquines es van expandir amb la Revolució Industrial, encara que el vaixell o els molins de vent, i altres tipus de màquines que engloben també aquesta definició, són molt anteriors.

Exemples d'això inclouen el ferrocarril, l'enllumenat, l'automòbil, l'ordinador. Les màquines permeten als éssers humans superar extremament els límits dels seus cossos. La mecanització de qualsevol activitat econòmica produeix una expansió espectacular en aquesta, començant per l'agricultura: introduir un tractor en una explotació agrícola produeix un augment de la productivitat alimentària, com a mínim, deu vegades superior a la tecnologia de l'arada i el cavall.
- La tercera, i última etapa de l'evolució tecnològica és l'autòmat. L'autòmat és una màquina que elimina l'element de control humà amb un algorisme automàtic. Exemples de màquines que presenten aquestes característiques són els rellotges digitals, commutadors telefònics automàtics, marcapasos, i els programes d'ordinador.

Les tres etapes del desenvolupament tecnològic es solapan temporalment, i tecnologies vinculades a les etapes més primitives segueixen sent àmpliament utilitzades avui dia.

### Tecnologia, energia i límits del desenvolupament
La utilització de diferents formes (com l'electricitat, el moviment, la llum o la calor) i fonts d'energia (combustibles fòssils -com el carbó, el petroli i el gas natural-, l'energia hidràulica, l'energia nuclear o les energies alternatives) demandades en quantitats que augmenten pel desenvolupament tecnològic i econòmic ha produït la crisi energètica que des dels anys 1970 ve qüestionant la possibilitat del manteniment de l'actual model de desenvolupament, sumat a uns altres 

### Implicacions teòriques
El procés d'evolució tecnològica arriba al seu punt àlgid amb la capacitat d'aconseguir tots els valors materials tecnològicament possibles i desitjables per a l'esforç mental.
Una implicació econòmica de l'anterior és que el treball intel·lectual tendeix a ser cada vegada més important en relació amb el treball físic. Les transaccions relacionades amb la informació són cada vegada més comuns al mercat. L'expansió i la creació de nous tipus d'institucions que treballen amb informació com, per exemple, universitats, biblioteques, patents d'empreses comercials, etc.
Es consideren indicatives del grau d'evolució tecnològica aconseguit per una civilització.
Això posa en constància la importància de la propietat intel·lectual en relació amb els sistemes de distribució descentralitzada, com a Internet, quan el preu de la distribució d'informació tendeix a zero amb eines cada vez més eficients per distribuir l'informació i la creixent quantitat d'informació que es distribueix a una cada cop major base de clients. La creixent des-intermediació en els mercats i la creixent preocupació per la protecció dels drets de propietat intel·lectual qüestiona quina forma tindran els mercats de la informació amb l'evolució de l'era de la informació.

### Períodes tecnològics (Ortega)
Segons el filòsof espanyol José Ortega y Gasset en la seva obra Meditació de la tècnica, la història de la tecnologia es divideix en tres períodes:
1. La tecnologia de l'atzar: El coneixement de la naturalesa en aquest període és mínim i les tecnologies són descobertes per atzar. Les tècniques i tecnologies són traspassades de generació en generació mitjançant la rememoració de experiències. Els progressos (per exemple, perfeccionar les propietats tallants i punxants dels útils) van augmentant a mesura que la intel·ligència va desenvolupant-se. En molts casos, els avanços aconseguits es perdien quan desapareixia la tribu o el clan que els utilitzava.
2. La tecnologia de l'artesà: En aquest període, les tècniques i tecnologies progressen gràcies al treball en conjunt de persones (artesans) que, mitjançant proves (prototips), aconsegueixen aprofitar i incorporar nous elements al ja utilitzat pels seus avantpassats. Aquesta forma d'actuar s'assembla més a l'evolució que a la invenció. Al mateix temps, l'obertura de vies de comunicació amb diferents societats i cultures permet l'intercanvi de coneixement, la qual cosa porta com a conseqüència un avanç més ràpid. La tècnica progressa en cadascuna de les seves branques per separat; no es combinen tècniques per solucionar problemes. La presència de documents escrits (manuals i dibuixos) ajuda a la preservació de les noves tècniques i tecnologies ja apreses per altres civilitzacions, fins i tot encara que aquestes desapareguin.
3. La tecnologia ingenieril: L'estructuració del pensament tecnològic mitjançant la utilització d'un mètode permet que el pensament s'avanci a l'acció. És per això que ara, la solució a un problema es basa a trobar la sèrie de passos a seguir o les tècniques a combinar per aconseguir donar amb aquesta solució anteriorment pensada (invent). La solució aconseguida es converteix automàticament en una tècnica (per exemple, una vegada que es van aconseguir unir les tècniques necessàries per construir un telescopi, el crear un telescopi es va convertir en una tècnica), susceptible a ser millorada en el futur. En aquest últim període és que la recerca científica i la difusió dels seus avanços són factors fonamentals per aconseguir aquesta optimització.[2]